# Ramatuelle
Ramatuelle é uma comuna francesa na região administrativa da Provença-Alpes-Costa Azul, no departamento de Var. Estende-se por uma área de 35,57 km². Em 2010 a comuna tinha 2 126 habitantes (densidade: 59,8 hab./km²).